# Желязна руда
Желязната руда е скална маса със съдържание на желязо и минерали, от която икономически е изгодно извличането на метала желязо. Рудите обикновено са богати на железни оксиди и се различават по цвят, който варира от тъмносиво до светложълто или ръждивочервено. Желязото обикновено се намира под формата на магнетит (Fe3O4, 72,4% Fe), хематит (Fe2O3, 69,9% Fe), гьотит (FeO(OH), 62,9% Fe), лимонит (FeO(OH).n(H2O)) или сидерит (FeCO3, 48,2% Fe). Хематитът е известен още и като „естествена руда“. Желязната руда е най-използваната суровина за добив на чугун, който е основна суровина за производство на стомана – 98% от желязна руда се използва за направата на стомана.